# Пиетракамела
Пиетракамѐла (на италиански: Pietracamela, на местен диалект la Pròtë, ла Протъ) е село и община в Южна Италия, провинция Терамо, регион Абруцо. Разположено е на 1005 m надморска височина. Населението на общината е 298 души (към 2010 г.).